# Scytodes rubra
Scytodes rubra är en spindelart som beskrevs av Lawrence 1937. Scytodes rubra ingår i släktet Scytodes och familjen spottspindlar. Inga underarter finns listade i Catalogue of Life.